# António Rocha da Torre
António Rocha da Torre (Meadela, Viana do Castelo, 1904 — Santo Tirso, 1995) foi um botânico, taxonomista e professor português.

## Publicações
- António Rocha da Torre, António Esteves Gonçalves (1976). Cassipourea fanshawei. Lisboa: Separata de Garcia de Orta. p. 49-50
- Susana Saraiva et al. António Rocha da Torre e a Flora de Moçambique. Atas do Congresso Internacional  Saber Tropical em Moçambique: História, Memória e Ciência IICT – JBT/Jardim Botânico Tropical. Lisboa, 24-26 outubro de 2012.[2]
- http://memoria-africa.ua.pt/Catalog.aspx?q=AU%20torre,%20antonio%20rocha%20da
- http://memoria-africa.ua.pt/Catalog.aspx?q=AU%20torre,%20a.%20r.&p=1

## Honras

### Epónimos
Espécies
- (Asteraceae) Crassocephalum torreanum Lisowski[3]

- (Solanaceae) Solanum torreanum A.E.Gonç.[4]